# San Varo
San Varo (in greco antico: Οὔαρος?, in latino Varus; ... – IV secolo) è stato un giovane soldato romano che subì il martirio in Egitto nel IV secolo.
Secondo una leggenda era un soldato di stanza in Egitto dove aveva il compito di fare la guardia a un gruppo di monaci in attesa della loro condanna a morte.
Quando uno dei monaci morì prima del giorno dell'esecuzione, Varo che nel frattempo aveva abbracciato la fede cristiana ed era diventato profondamente devoto, chiese di prendere il posto del defunto: fu preso ed impiccato ad un albero.